# Erinus alpinus
Erinus alpino (nome scientifico Erinus alpinus L., 1753) è una pianta erbacea perenne dai delicati fiori violetti, appartenente alla famiglia delle Plantaginaceae.

## Etimologia
Il nome generico (Erinus) deriva dal prefisso "eri-" (= morbido, lanoso). Questo nome è stato usato per primo da Dioscoride (Anazarbe, 40 circa – 90 circa), medico, botanico e farmacista greco antico che esercitò a Roma ai tempi dell'imperatore Nerone, per una pianta a basso portamento. "Erinus" era anche una divinità vendicatrice. L'epiteto specifico (alpinus) indica un habitat montano.
Il nome scientifico della specie è stato definito da Linneo (1707 – 1778), conosciuto anche come Carl von Linné, biologo e scrittore svedese considerato il padre della moderna classificazione scientifica degli organismi viventi, nella pubblicazione "Species Plantarum - 2: 630" del 1753.

## Descrizione

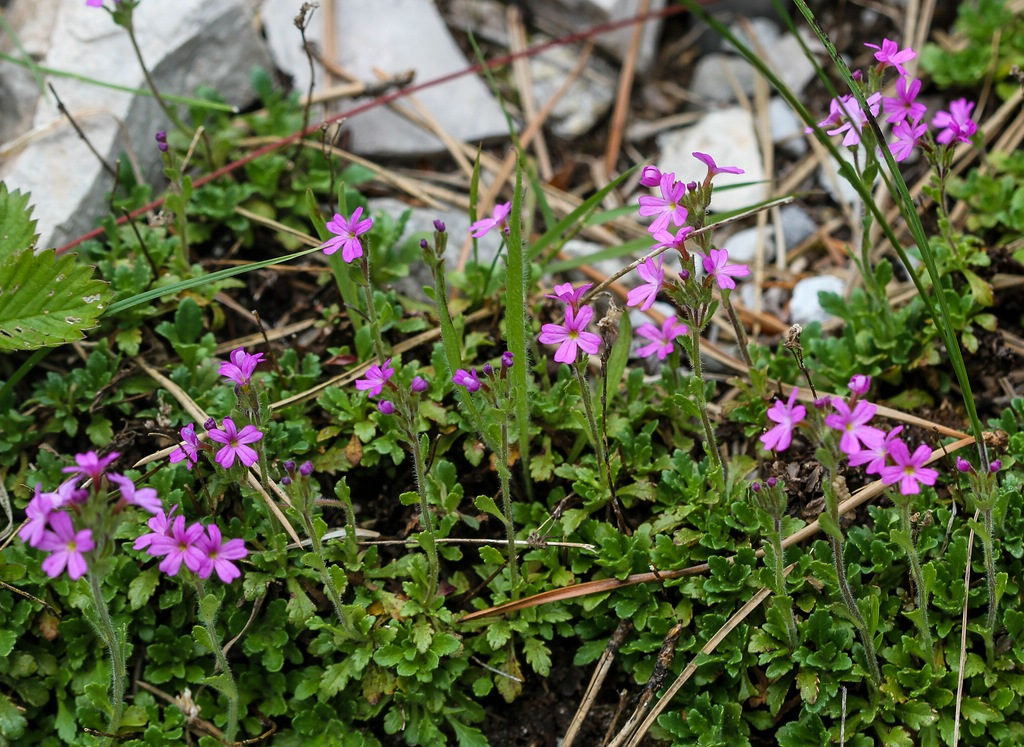
Il portamento

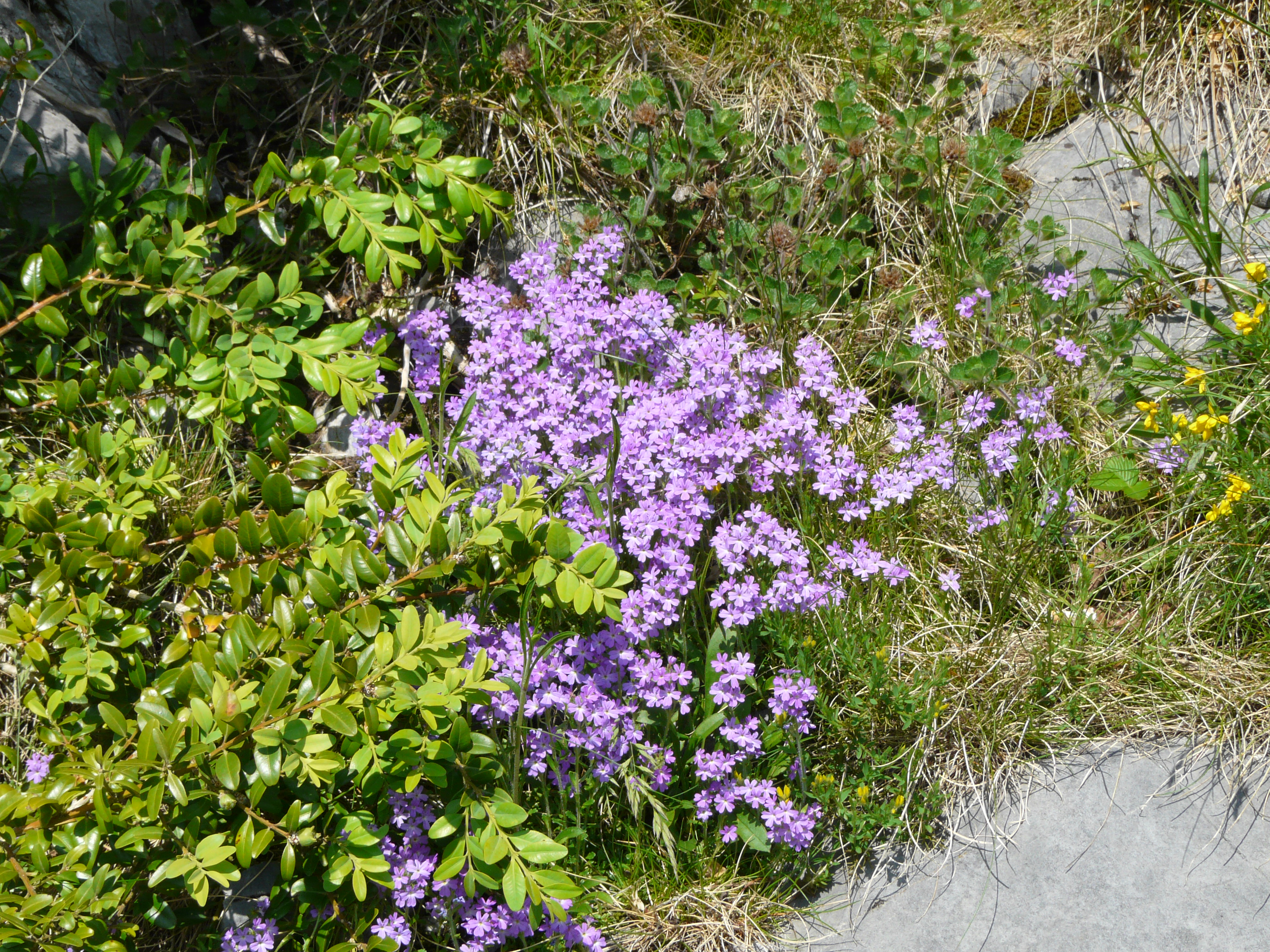
Le foglie

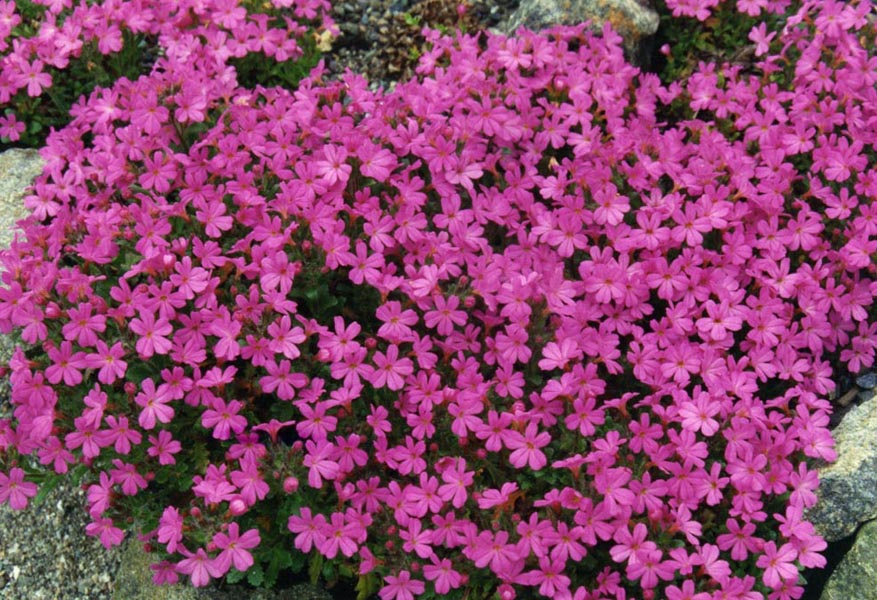
Infiorescenza

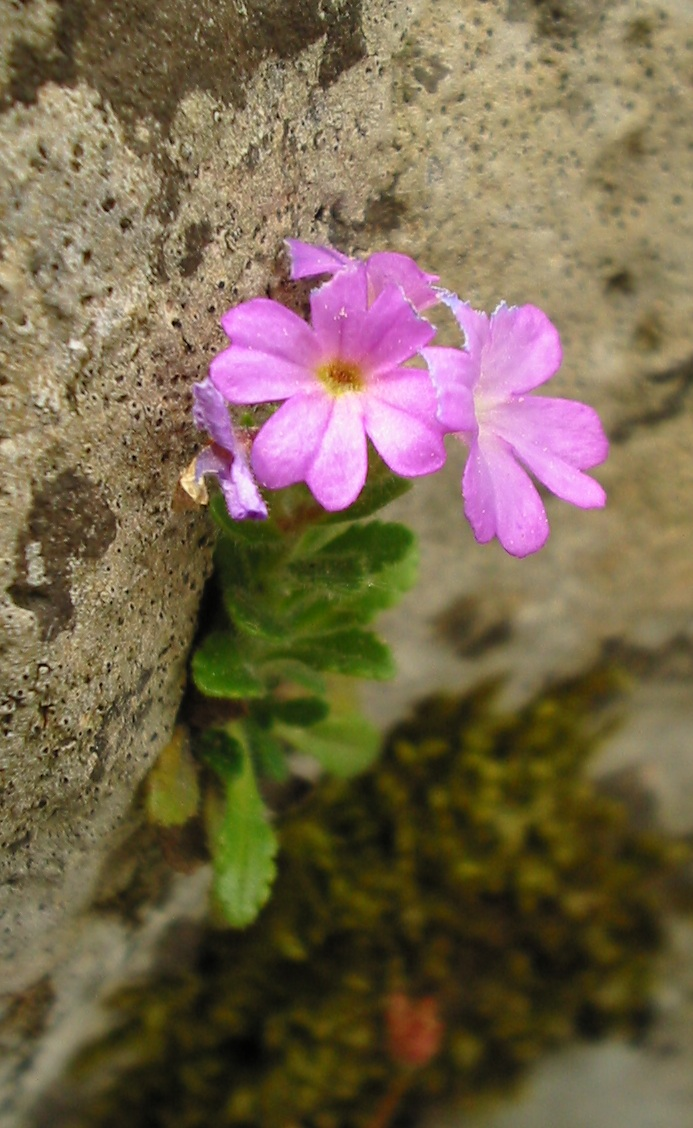
I fiori

L'altezza di questa pianta varia tra 12 e 25 cm. La forma biologica è emicriptofita scaposa (H scap), ossia in generale sono piante erbacee, a ciclo biologico perenne, con gemme svernanti al livello del suolo e protette dalla lettiera o dalla neve e sono dotate di un asse fiorale eretto e spesso privo di foglie. Per questa specie è descritta anche la forma biologica è camefita suffruticosa (Ch suffr), sono piante perenni e legnose alla base, con gemme svernanti poste ad un'altezza dal suolo tra i 2 ed i 30 cm (le porzioni erbacee seccano annualmente e rimangono in vita soltanto le parti legnose). Tutta la pianta è densamente ghiandoloso-tomentosa.

### Radici
Le radici sono secondarie di tipo fascicolato da rizomi sotterranei e ramosi.

### Fusto
La parte aerea del fusto è prostrata con rami ascendenti (indivisi).

### Foglie
Le foglie, subsessili, sono di due tipi: basali e cauline. Quelle basali hanno la lamina a forma da oblanceolata a spatolata grossolanamente dentata sui bordi. Quelle cauline, a disposizione alterna, sono progressivamente minori con forme da ellittiche a ovali. Dimensione delle foglie basali: larghezza 5 – 10 mm; lunghezza 20 – 40 mm. Dimensione delle foglie cauline: larghezza 4 – 6 mm; lunghezza 8 – 15 mm.

### Infiorescenza
Le infiorescenze, pauciflore, formate da racemi terminali e brevi, hanno dei rachidi ghiandolosi. I fiori sono sottesi da alcune brattee lunghe quanto i peduncoli. Lunghezza del peduncolo: 6 – 8 mm.

### Fiore
I fiori sono ermafroditi, più o meno attinomorfi e tetraciclici (composti da 4 verticilli: calice – corolla – androceo – gineceo), pentameri (calice e corolla divisi in cinque parti).
- Formula fiorale:

X o * K (4-5), [C (4) o (2+3), A 2+2 o 2], G (2), capsula.
- Calice: il calice (gamosepalo e attinomorfo) con forme campanulate è diviso in cinque profondi lobi lanceolati. Sul calice sono presenti dei peli ghiandolari. Dimensione del calice: 4 mm.
- Corolla: la corolla è gamopetala con forme tubolari (il tubo è cilindrico) e terminante in cinque lobi patenti e retusi (o smarginati) all'apice. I due lobi superiori sono più piccoli dei tre inferiori (corolla più o meno zigomorfa). Il colore della corolla è violetto-purpureo. Dimensione della corolla: 6 – 9 mm.
- Androceo: gli stami sono quattro didinami (due lunghi e due corti) e sono inclusi nel tubo corollino. I filamenti sono adnati alla corolla. Le antere sono sagittate ed hanno due teche separate (confluiscono all'apice), uguali con forme arrotondate.
- Gineceo: il gineceo è bicarpellare (sincarpico - formato dall'unione di due carpelli connati). L'ovario (biloculare) è supero con forme ovoidi-coniche e apice stretto. Gli ovuli per loculo sono da numerosi a pochi (4 per loculo), hanno un solo tegumento e sono tenuinucellati (con la nocella, stadio primordiale dell'ovulo, ridotta a poche cellule).[13]. Lo stilo in questa specie è mancante, per cui lo stigma è sessile) e capitato. Il disco nettarifero è presente nella parte inferiore della corolla (sotto l'ovario).
- Fioritura: da maggio a luglio.

### Frutti
Il frutto è del tipo a capsula con 4 valve (per la deiscenza setticida dei semi). I semi sono finemente reticolati. Dimensione dei semi: 0,6 - 0,8 mm.

## Riproduzione
- Impollinazione: l'impollinazione avviene tramite insetti (impollinazione entomogama).
- Riproduzione: la fecondazione avviene fondamentalmente tramite l'impollinazione dei fiori (vedi sopra).
- Dispersione: i semi cadendo a terra (dopo essere stati trasportati per alcuni metri dal vento – disseminazione anemocora) sono successivamente dispersi soprattutto da insetti tipo formiche (disseminazione mirmecoria).

## Distribuzione e habitat

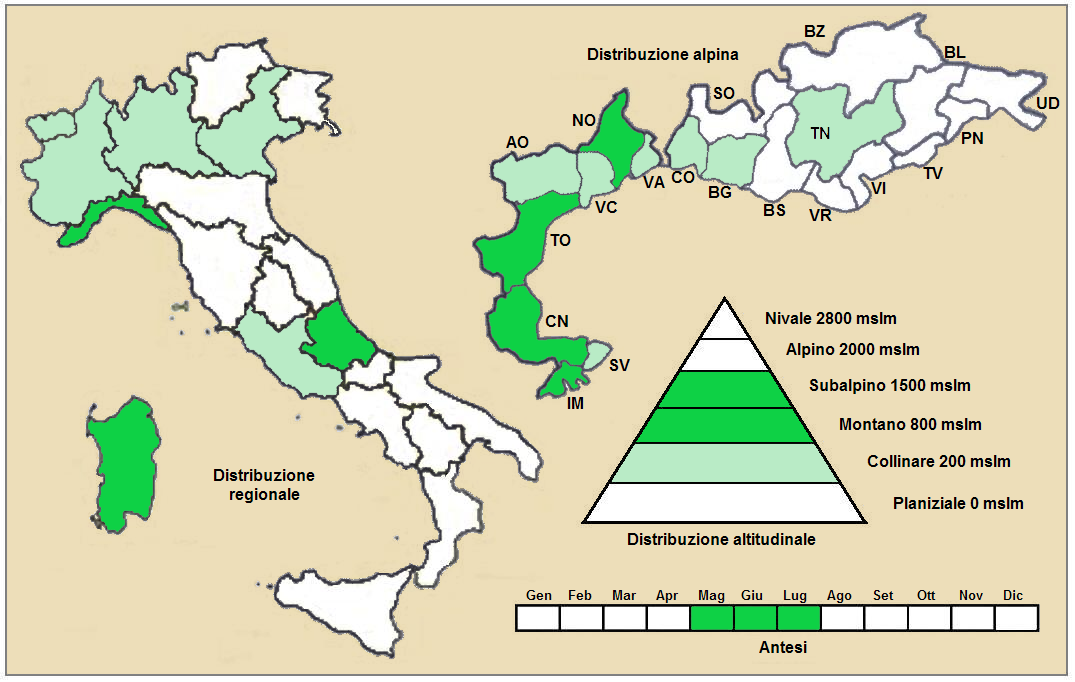
Distribuzione della pianta
(Distribuzione regionale – Distribuzione alpina)

- Geoelemento: il tipo corologico (area di origine) è Orofita - Ovest Mediterraneo - Sud Europeo.
- Distribuzione: in Italia è una specie molto rara e si trova sulle Alpi (Piemonte, Liguria e Trentino-Alto Adige), Appennini (centrali) e Sardegna. Fuori dall'Italia, sempre nelle Alpi, questa specie si trova in Francia (tutti i dipartimenti alpini), in Svizzera (cantoni Berna, Vallese e Ticino) e nel Länder austriaco del Vorarlberg. Sugli altri rilievi europei collegati alle Alpi si trova nel Massiccio del Giura, Massiccio Centrale e Pirenei.[15] Questa specie è presente anche nel Magreb.[16]
- Habitat: l'habitat tipico per questa specie sono le rupi, le pietraie consolidate, i pendii sassosi, le aree ruderali e i campi solcati sempre al di sopra della zona del faggio. Il substrato preferito è calcareo con pH basico, bassi valori nutrizionali del terreno che deve essere secco.[15]
- Distribuzione altitudinale: sui rilievi queste piante si possono trovare da 400 fino a 2.300 m s.l.m.; frequentano quindi i seguenti piani vegetazionali: parzialmente quello collinare e totalmente quelli montani e subalpini.

### Fitosociologia
Dal punto di vista fitosociologico alpino Erinus alpinus appartiene alla seguente comunità vegetale:
- Formazione: delle comunità delle fessure, delle rupi e dei ghiaioni
  - Classe: Asplenietea trichomanis
    - Ordine: Potentilletalia caulescentis
      - Alleanza: Potentillion caulescentis

## Tassonomia
La famiglia di appartenenza (Plantaginaceae) è relativamente numerosa con un centinaio di generi. La classificazione tassonomica di Erinus alpinus è in via di definizione in quanto fino a poco tempo fa il suo genere apparteneva alla famiglia delle Scrophulariaceae (secondo la classificazione ormai classica di Cronquist), mentre ora con i nuovi sistemi di classificazione filogenetica (classificazione APG) è stata assegnata alla famiglia delle Plantaginaceae; anche i livelli superiori sono cambiati (vedi il box tassonomico iniziale). Questa pianta appartiene alla tribù delle Digitalideae (Dumort.) Dumort. (1829)
Il numero cromosomico di E. alpinus è: 2n = 14.
Il genere Erinus ha solamente due specie (E. alpinus e E. thiabaudii); per alcuni Autori la specie è una sola (E. alpinus) con due sottospecie.

### Sinonimi
Questa entità ha avuto nel tempo diverse nomenclature. L'elenco seguente indica alcuni tra i sinonimi più frequenti:
- Dortiguea alpestris Bubani
- Erinus alpinus var. glaberrimus Font Quer & Maire
- Erinus alpinus var. macranthus Font Quer
- Erinus glabratus Nyman
- Erinus hispanicus Pers.
- Erinus lanceolatus Kittel

## Altre notizie
Erinus alpino in altre lingue è chiamato nei seguenti modi:
- (DE)  Steinbalsam, Leberbalsam, Alpenbalsam
- (FR)  Erine des Alpes
- (EN)  Fairy Foxglove